# Olivier Nzuzi
Olivier Nzuzi Niati Polo (ur. 16 września 1980 w Makoui) – piłkarz kongijski grający na pozycji pomocnika.

## Kariera klubowa
Karierę piłkarską Nzuzi rozpoczął w mieście Kinszasa, w tamtejszym klubie Reneissance Kinszasa. W 1997 roku zadebiutował w jego barwach w pierwszej lidze Demokratycznej Republiki Konga. W 1998 roku wyjechał do Belgii i został zawodnikiem klubu RWD Molenbeek z Brukseli. Wiosną tamtego roku spadł z RWD Molenbeek do drugiej ligi. W 1999 przeszedł do pierwszoligowego Excelsioru Mouscron, którego zawodnikiem był przez 2 lata. Z kolei w 2001 roku został piłkarzem Cercle Brugge, gdzie grał do lata 2002.
Kolejnym klubem w karierze Nzuziego był austriacki SW Bregenz. W jego barwach zadebiutował 10 lipca 2002 w zremisowanym 2:2 domowym spotkaniu z Grazerem AK. W Bregenz był podstawowym zawodnikiem, a na koniec sezonu 2004/2005 spadł z nim do Erste Ligi.
W 2005 roku Nzuzi przeszedł z Bregenz do Sturmu Graz. W nim po raz pierwszy wystąpił 13 lipca 2005 w zwycięskim 3:2 wyjazdowym meczu z Rapidem Wiedeń. W Sturmie grał przez 2 sezony, a w 2007 roku wrócił do Belgii. Grał w Union Royale Namur, w drugiej lidze. Od 2008 roku pozostaje bez klubu.
| Sezon   | Klub                 | Kraj                          | Rozgrywki     | Mecze | Bramki |
| ------- | -------------------- | ----------------------------- | ------------- | ----- | ------ |
| 1997    | Reneissance Kinszasa | Demokratyczna Republika Konga | Linafoot      | ?     | ?      |
| 1997/98 | RWD Molenbeek        | Belgia                        | Eerste Klasse | 3     | 1      |
| 1998/99 | RWD Molenbeek        | Belgia                        | Eerste Klasse | 2     | 0      |
| 1999/00 | Excelsior Mouscron   | Belgia                        | Eerste Klasse | 14    | 0      |
| 2000/01 | Excelsior Mouscron   | Belgia                        | Eerste Klasse | 17    | 2      |
| 2001/02 | Cercle Brugge        | Belgia                        | Eerste Klasse | 31    | 8      |
| 2002/03 | SW Bregenz           | Austria                       | Bundesliga    | 19    | 4      |
| 2003/03 | SW Bregenz           | Austria                       | Bundesliga    | 34    | 2      |
| 2004/05 | SW Bregenz           | Austria                       | Bundesliga    | 30    | 2      |
| 2005/06 | Sturm Graz           | Austria                       | Bundesliga    | 27    | 9      |
| 2006/07 | Sturm Graz           | Austria                       | Bundesliga    | 8     | 0      |
| 2007/08 | Union Royale Namur   | Belgia                        | Tweede Klasse | 25    | 3      |

## Kariera reprezentacyjna
W reprezentacji Demokratycznej Republiki Konga Nzuzi zadebiutował w 2001 roku. W 2004 roku został powołany do kadry na Puchar Narodów Afryki. Na tym turnieju rozegrał 2 spotkania: z Tunezją (0:3) i z Rwandą (0:1).